# Mimus dorsalis
El sinsonte castaño, calandria castaña o tenca de dorso castaño (Mimus dorsalis) es una especie de ave paseriforme de la familia Mimidae propia del oeste de América del Sur. 

## Distribución y hábitat
Se encuentra en el noroeste de la Argentina y el sudoeste de Bolivia, siendo ocasional en Chile. Su hábitat natural es matorrales, pastizales y bosques muy degradados a gran altitud.